# Timo Jouko Herrmann
Timo Jouko Herrmann (* 22. September 1978 in Heidelberg) ist ein deutscher Komponist, Musikwissenschaftler und Dirigent.

## Leben
Herrmann studierte Komposition bei Ulrich Leyendecker an der Staatlichen Hochschule für Musik und Darstellende Kunst Mannheim. Weitere Anregungen erhielt er während seiner Studienzeit in Workshops und Kursen bei Hermann Schäfer, Krzysztof Meyer, Detlev Glanert, Roberto Doati und Wladimir Sagorzew.
Seine Kompositionen erklangen bei zahlreichen Festivals (u. a. bei den Salzburger Festspielen mit dem Fagottisten David Petersen), im Rundfunk (SWR2, Deutschlandradio Kultur, MDR Figaro) und wurden von Musikern wie dem Bassbariton Falk Struckmann, der Sopranistin Sonja Mühleck, dem Bassklarinettisten Volker Hemken, dem Saxophonisten Dieter Kraus, der Flötistin Carin Levine, dem Pianisten Stephan Rahn oder dem Sonic.art Saxophonquartett uraufgeführt. Am Theater der Stadt Heidelberg kamen mehrere seiner musiktheatralischen Werke zur szenischen Erstaufführung, darunter 2004 die satirische Kammeroper Unreine Tragödien und aussätzige Dramatiker sowie 2007 seine kompositorischen Beiträge zum spartenübergreifenden Projekt Das neue Wunderhorn unter der Leitung von Cornelius Meister. Im Auftrag des Gewandhausorchesters Leipzig verfasste Herrmann mehrere Werke und Bearbeitungen, zuletzt eine Serie von Fabeln nach Jean de La Fontaine sowie das szenische Richard-Strauss-Projekt Wenn der Mond aufgeht, lernst du fliegen in der Regie von Philipp J. Neumann. Die Oper Dortmund brachte in der Spielzeit 2016/17 seine Kammeroper Hamlet - Sein oder Nichtsein in der Regie von Ronny Jakubaschk zur Uraufführung. Die auf Anregung des Pianisten Martin Stadtfeld entstandenen Orchestrationen von Frédéric Chopins Allegro de concert op. 46 und Bolero op. 19 wurden bei der Erstaufführung im März 2017 von Publikum und Presse als „Bereicherung der entsprechenden Literatur“ gelobt. Herrmanns Kompositionen erscheinen beim Verlag Neue Musik und beim Friedrich Hofmeister Musikverlag in Druck.
Parallel zu seiner künstlerischen Tätigkeit promovierte Herrmann 2015 bei Hermann Jung über Antonio Salieri und dessen deutschsprachige Werke für das Musiktheater. Internationale Bekanntheit als Musikwissenschaftler erlangte er Anfang 2016 durch die Wiederentdeckung des verschollenen, von Mozart und Salieri gemeinschaftlich vertonten Freudenliedes Per la ricuperata salute di Ofelia. Anlässlich der spanischen Erstaufführung des Werkes am 1. September 2016 wurde Herrmann in Valladolid durch die Enthüllung einer Gedenktafel am Hauptportal des Real Monasterio de San Joaquín y Santa Ana geehrt.
Neben seiner Tätigkeit als Komponist und Musikwissenschaftler ist Herrmann auch als Violinist und Ensembleleiter aktiv; als Gastdirigent leitet er regelmäßig das Mannheimer Mozartorchester und die Heidelberger Sinfoniker. Das von ihm konzipierte und unter seiner Leitung mit den Heidelberger Sinfonikern aufgenommene Album Salieri – strictly private wurde 2020 in drei Kategorien für den Musikpreis Opus Klassik nominiert. Auch Herrmanns nachfolgendes Album Salieri & Beethoven in Dialogue wurde 2021 in drei Kategorien für den Opus Klassik nominiert. Seit 2009 ist Herrmann künstlerischer Leiter des Festivals „Walldorfer Musiktage“ in seiner Heimatstadt Walldorf (Baden). Zum Beginn der Saison 2019/20 übernahm er dort auch den Posten des städtischen Musikbeauftragten.

## Auszeichnungen und Stipendien (Auswahl)
- Kompositionspreis der SAP AG und der Stadt Walldorf (2001)
- Stipendium der Wilhelm-Müller-Stiftung Mannheim (2001)
- Kompositionspreis „Goethe vs. Schiller“ des Goethe-Institutes Heidelberg-Mannheim (2005)
- Gebrüder-Graun-Preis (2005)
- Auswahl Berliner Opernpreis (2006)
- Stipendium der Vereinigung Yehudi Menuhin Live Music Now (2006–2010)
- Netzwerk „Junge Ohren“-Preis für „Das Neue Wunderhorn“ (2007)
- Auswahl „Soli fan tutti“ des Hessischen Staatstheaters Darmstadt (2011)
- Ehrenmitglied der Asociación Cultural Antonio Salieri (2016)[12]

## Werke (Auswahl)
- Zeiten wie Perlenschnüre für Mezzosopran, Klarinette, Horn, Violine und Violoncello (2001)
- Thränen in schwerer Kranckheit für Sopran, Englischhorn, Violine und Klavier (2002)
- Andraitx - Pomegranate Flowers für Bariton, Klavier, Streichquartett und Kontrabass (2003/2010)
- Unreine Tragödien und aussätzige Dramatiker - Satirische Kammeroper nach Anton Pawlowitsch Tschechow (2003/04)
- Mit Menschen- und mit Engelszungen für Sopran, Bariton, gemischten Chor und großes Orchester (2004)
- Monolog des Leicester für Sprecher, Sprecherin, Cembalo, Klavier, skordierte Violine, Violoncello und Schlagwerk (2005)
- Schwanengesang - Musikdramatische Etüde in einem Akt nach Anton Pawlowitsch Tschechow (2006)
- Chiasmus & Oxymoron - Zwei rhetorische Figuren für großes Orchester (2007)
- L'ombre de Dinorah für Bassklarinette und großes Orchester (2008)
- Morphine für Sopran-/Altsaxophon und großes Orchester (2009)
- Skiatographie für Saxophonquartett (2009)
- Jakobs Kampf am Jabbok für Mezzosopran, Violoncello und Orgel (2009/10)
- Sonatine für Gitarre und Harfe (2009/10)
- Tempus fugit für skordierte Violine und Violoncello (2010)
- Der 32. Psalm für Bariton und Klavierquartett (2011)
- Narkissos für großes Orchester (2012)
- Penthos für Altflöte, Violine, Violoncello und Klavier (2013)
- Fabelhafte Welt - Fünf Fabeln nach Jean de La Fontaine für Sprecher, Flöte (auch Piccolo- und Altflöte), Englischhorn (auch Oboe), Bassklarinette (auch Bassetthorn), Violoncello und Kontrabass (2014/15)
- Drei Stücke für Bassklarinette solo (2014/2015/2016)
- ...sur un objet trouvé - Caprice Nr. 1 für Viola und Bassklarinette (2015)
- Nature morte - Stillleben mit Ginkgoblatt - Caprice Nr. 2 für Viola und Bassklarinette (2015)
- La lira d'Orfeo für Gitarre solo (2015/16)
- Concertino notturno für Flöte, Horn und Orchester (2016)
- Hamlet - Sein oder Nichtsein - Kammeroper auf einen Text von André Meyer und Kirstin Howein nach William Shakespeare (2016)
- Fünf Intermèdes zu Roland Dubillards Schauspiel Madame fait ce qu'elle dit für Kontrabass und Klavier (2017)
- Fama für Sprecher und Orchester auf einen Text aus Ovids Metamorphosen (2018)
- Song of the Earth für Sprecher/Tenor, Flöte, Bassklarinette, Klavier, Verrophon und Streicher auf einen Text von Kurt Klein (2021)[13]

## Publikationen (Auswahl)
- Sonatine für Gitarre und Harfe (Cantate Musicaphon)
- Sonatine für Gitarre und Harfe (Verlag Neue Musik)
- Drei Miniaturen für drei Gitarren (Verlag Neue Musik)
- La Lira d'Orfeo für Gitarre solo (Cantate Musicaphon)
- La Lira d'Orfeo für Gitarre solo (Verlag Neue Musik)
- Drei Stücke für Bassklarinette solo (Friedrich Hofmeister Musikverlag)
- Andraitx - Pomegranate Flowers (Darling Publications)
- Fünf Intermèdes für Kontrabass und Klavier (Farelive)
- Per la ricuperata salute di Ofelia. Erstausgabe (Friedrich Hofmeister Musikverlag)
- Antonio Salieri und seine deutschsprachigen Werke für das Musiktheater (Friedrich Hofmeister Musikverlag)
- Die Gitarrenwerke von Ulrich Leyendecker, in: Gitarre aktuell - Heft 02/2010, 2010.
- Spätromantik, Orientalismus und Moderne – Betrachtungen zur Musiksprache der Oper „Schahrazade“ von Bernhard Sekles, in: mr-Mitteilungen  Nr. 82, 2013.
- Antonio Salieri – Eine Biografie (Morio Verlag 2019, ISBN 978-3-945424-70-4)
- Salieri – strictly private (Hänssler Classic)
- Salieri & Beethoven in Dialogue (Hänssler Classic)
- Beziehungszauber – Klassische Meisterwerke unter der Lupe – gemeinsame Publikation mit Marcus Imbsweiler (J. S. Klotz Verlagshaus 2024, ISBN 978-3-949763-69-4)